# كارولين جوردان
كارولين جوردان (بالإنجليزية: Carolyn Jourdan)‏ (12 مايو 1955)؛ كاتِبة وروائية أمريكية. درست في جامعة تينيسي.